# 吳鴻泉
吳鴻泉（1869年5月8日—1945年5月22日），出身自大清廣東省潮州府潮安縣西廂都楓溪鄉，十六歲時來臺發展，成為臺灣日治時期的企業家，主要投資於中藥批發、礦油業，此外曾擔任過保正、嘉義羅山信用組合監察役等職，並在1933年10月發起成立嘉義吳姓宗親會且為首任理事長，嘉義城隍廟在1938年重修時，他也是「改築委員會」正副委員長中唯一的臺籍人士。

## 生平
吳鴻泉出生於清同治八年（1869年）的廣東省潮州府潮安縣西廂都楓溪鄉，幼習漢學，後在十六歲時從廣東汕頭搭船來臺，但船隻在澎湖翻覆，被救起後暫居澎湖，二十歲時才到臺灣本島。來臺後吳鴻泉定居在今嘉義市，最初以販賣糖果什貨起家，二十八歲時與人合夥在今嘉義市吳鳳北路225號一帶開設玉豐藥房，經營中藥批發，其業務範圍雲嘉與澎湖地區。到了他四十五歲時開始投資礦油業，成立鴻合號油行，代理英國殼牌汽油，是當時嘉義兩大石油業者之一。
除了企業界之外，他也曾擔任過保正與保甲聯合會會長等職，以及嘉義羅山信用組合監察役（今之監事）、紅十字會特別會員。此外在日昭和八年（1933年）10月時他發起成立嘉義吳姓宗親會且在隔年10月當選為首任理事長，而嘉義城隍廟在昭和十三年（1938年）重修時，他擔任「改築委員會副委員長」，是「改築委員會」正副委員長中唯一的臺籍人士。
二次大戰期間，他在1945年5月22日於嘉義市羅厝庄的疏散地去世。